# Ocyptamus diversifasciatus
Ocyptamus diversifasciatus is een vliegensoort uit de familie van de zweefvliegen (Syrphidae). De wetenschappelijke naam van de soort werd voor het eerst geldig gepubliceerd in 1914 door Frederick Knab.